# Carterodon sulcidens
Carterodon sulcidens är en däggdjursart som först beskrevs av Lund 1841.  Carterodon sulcidens är ensam i släktet Carterodon som ingår i familjen lansråttor. IUCN kategoriserar arten globalt som otillräckligt studerad. Inga underarter finns listade i Catalogue of Life.
Den vetenskapliga beskrivningen av arten gjordes 1841 efter kvarlevor som hittades i spybollar av tornugglan (Tyto alba). Upptäckten skedde i den brasilianska delstaten Minas Gerais. Cirka tio år senare hittades i samma region levande individer. Carterodon sulcidens gäller allmänt som sällsynt.

## Utseende
Med en kroppslängd (huvud och bål) av 15,5 till 20,0 cm (enligt Patton et al. 13,5 till 25 cm) samt en svanslängd av 6,8 till 8,0 cm är arten en liten till medelstor lansråtta. Vikten varierar mellan 92 och 195 g. Liksom hos flera andra lansråttor bildas pälsen på ovansidan av mjuka hår med flera borstar eller flexibla taggar inblandade. Taggarna har en mjuk spets. Denna gnagare har på ryggen en gulbrun päls med svarta skuggor och kroppens sidor är mera gråaktig. På buken blir pälsen från de gulröda sidorna till mitten ljusare. Dessutom förekommer rödaktiga märken vid halsens sidor och vid strupen. Kännetecknande för arten är rännor i de övre framtänderna.
Carterodon sulcidens har korta extremiteter och kraftiga klor vid fingrar och tår. Svansen är täckt av fjäll och hår. Håren är svart på ovansidan och gulaktig på undersidan.

## Utbredning och habitat
Denna gnagare förekommer i östra Brasilien. Kanske är beståndet uppdelat i tre från varandra skilda populationer. Arten lever i landskapet Cerradon. Där är den vanligast i gränsområdet mellan galleriskogar och gräsmarker.

## Ekologi
Det är inte mycket känt om artens levnadssätt. Carterodon sulcidens lever delvis underjordisk. Den gräver upp till 80 cm långa tunnlar med en diameter av 7 till 10 cm som slutar i ett rum med cirka 20 cm diameter. Boet fodras med gräs och löv.
Individerna vilar på dagen i boet och letar under natten efter föda. I artens magsäck hittades en kletig massa som tolkades som rester av växter. Honor har troligen bara en unge per kull.